# Polvorín de Montjuic

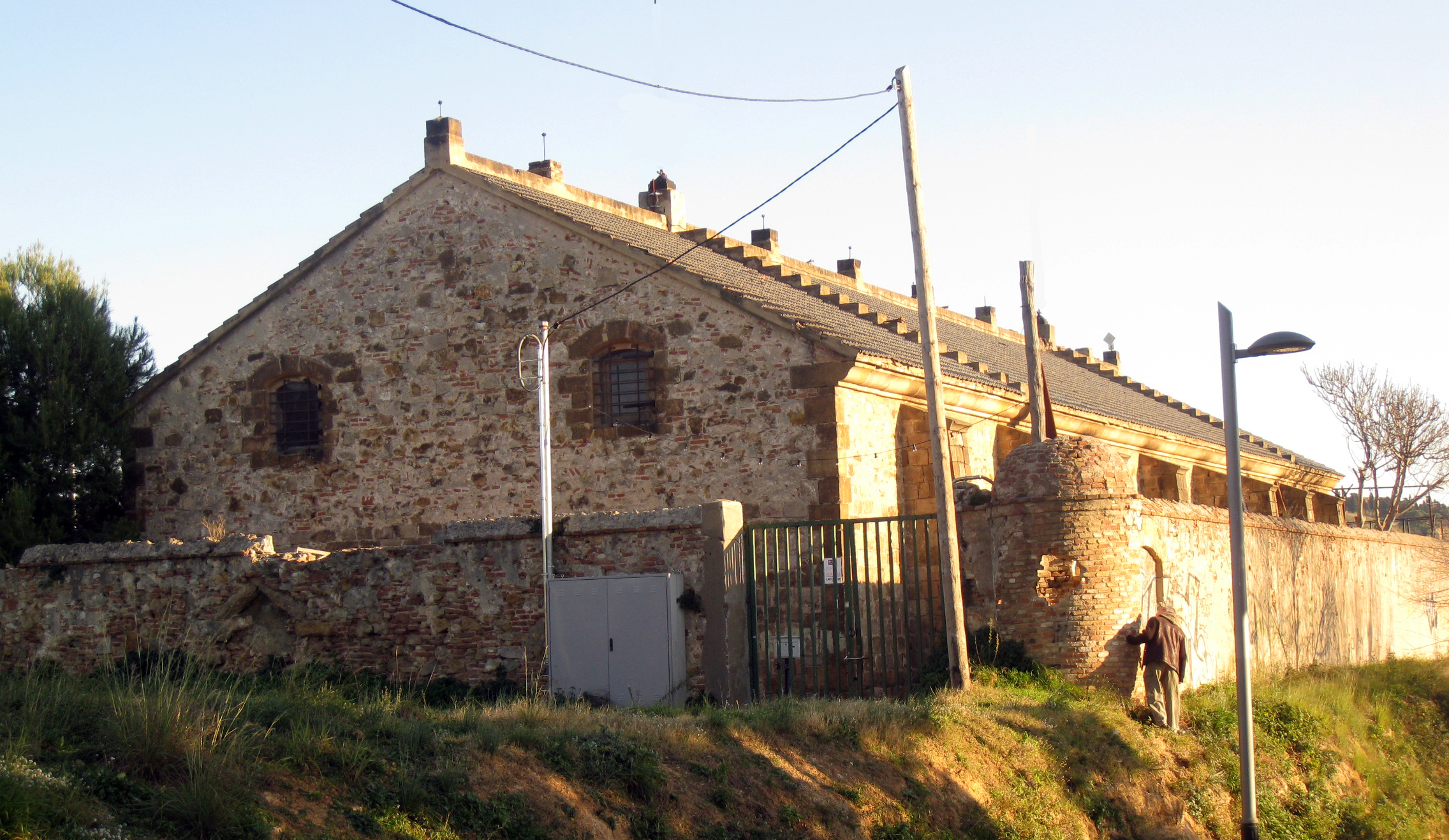
Polvorín de Montjuic

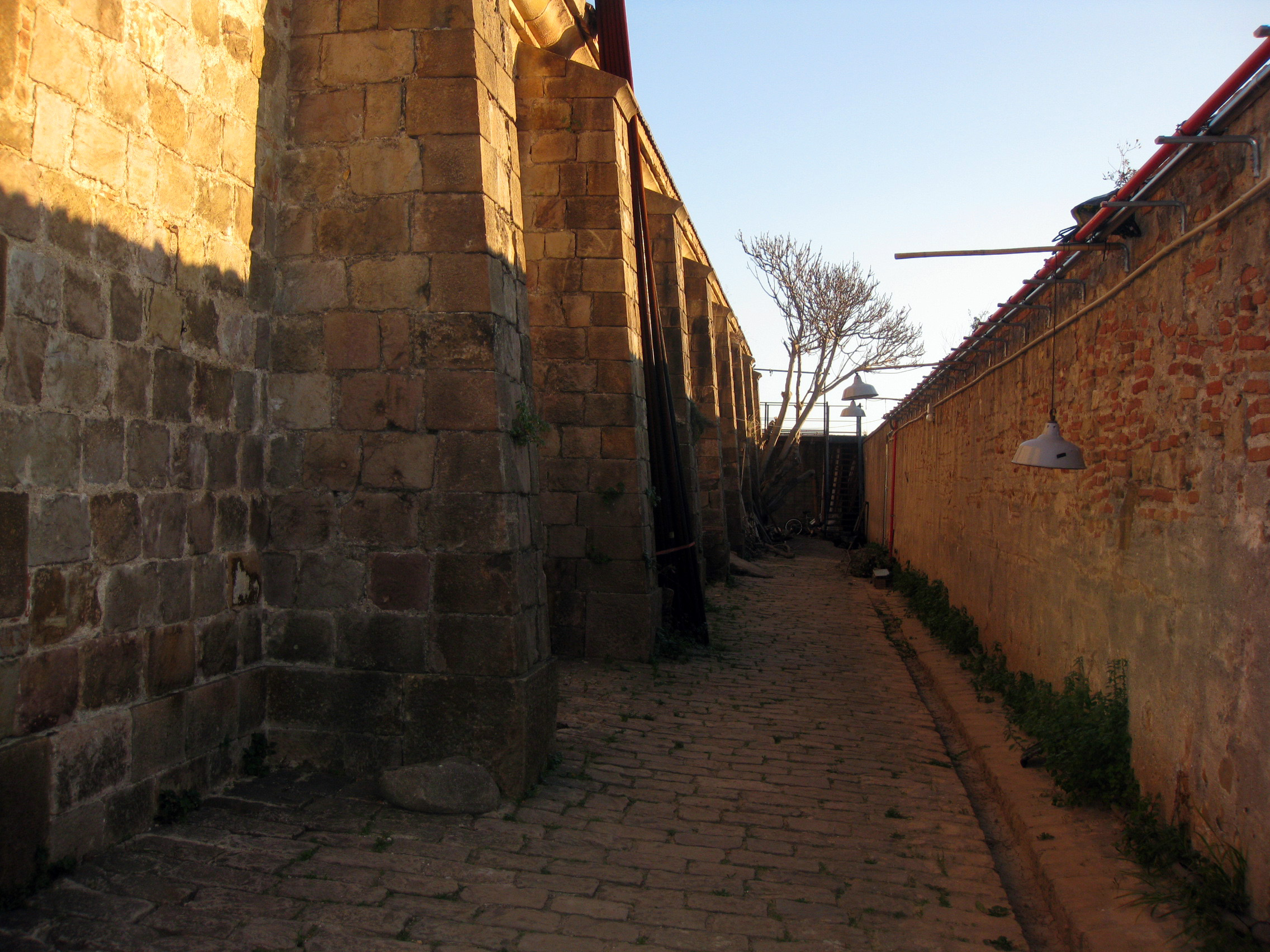
Pasillo de acceso

El Polvorín de Montjuic es un edificio histórico situado en la montaña de Montjuic, en la ciudad de Barcelona (España), que da nombre al barrio del Polvorín, construido en la segunda mitad del siglo XVIII.

## El edificio
Situado en la falda oeste de la montaña de Montjuic, el edificio del polvorín que da nombre al barrio que lo rodea fue construido en 1773 según reza la inscripción sobre su puerta principal. Forma parte, junto con el Castillo de Montjuic, del conjunto de instalaciones militares que el ejército levantó tras la Guerra de Sucesión Española para dominar la ciudad. 
Construido en piedra con planta rectangular de 40m x 15m, tiene una sola planta sustentada por 6 columnas interiores y contrafuertes exteriores. Un muro exterior rodea su perímetro. 
Tras un proceso de abandono y degradación, el edificio, propiedad de la ciudad de Barcelona, fue recuperado en 2005 y actualmente alberga en régimen de cesión a la compañía teatral Teatro de los Sentidos.